# Johann Nobis
Johann Nobis (ur. 16 kwietnia 1899 w Sankt Georgen bei Salzburg koło Salzburga, zm. 6 stycznia 1940 w Berlinie) – ofiara narodowego socjalizmu, ścięty za odmowę służby wojskowej.

## Życiorys
Johann Nobis urodził się w rodzinie rolników z Holzhausen (gmina Sankt Georgen bei Salzburg). Jako Świadek Jehowy odmówił złożenia przysięgi na wierność Adolfowi Hitlerowi. 23 listopada 1939 roku został za to aresztowany i skazany na karę śmierci. W dniu 20 grudnia 1939 umieszczono go w berlińskim więzieniu Plötzensee, gdzie 6 stycznia 1940 dokonano egzekucji. 
Jego list pożegnalny do matki dotarł do DÖW (archiwum austriackiego ruchu oporu) przez Gertrudę Feichtinger-Nobis. W dniu egzekucji Johanna Nobisa stracono również czterech innych Świadków Jehowy z Salzburga: Johanna Ellmauera, Gottfrieda Herzoga, Franza Mittendorfera i Franza Reitera. 26 stycznia 1940 w więzieniu Plötzensee stracono jego brata Matthiasa Nobisa.

## Płyta pamiątkowa

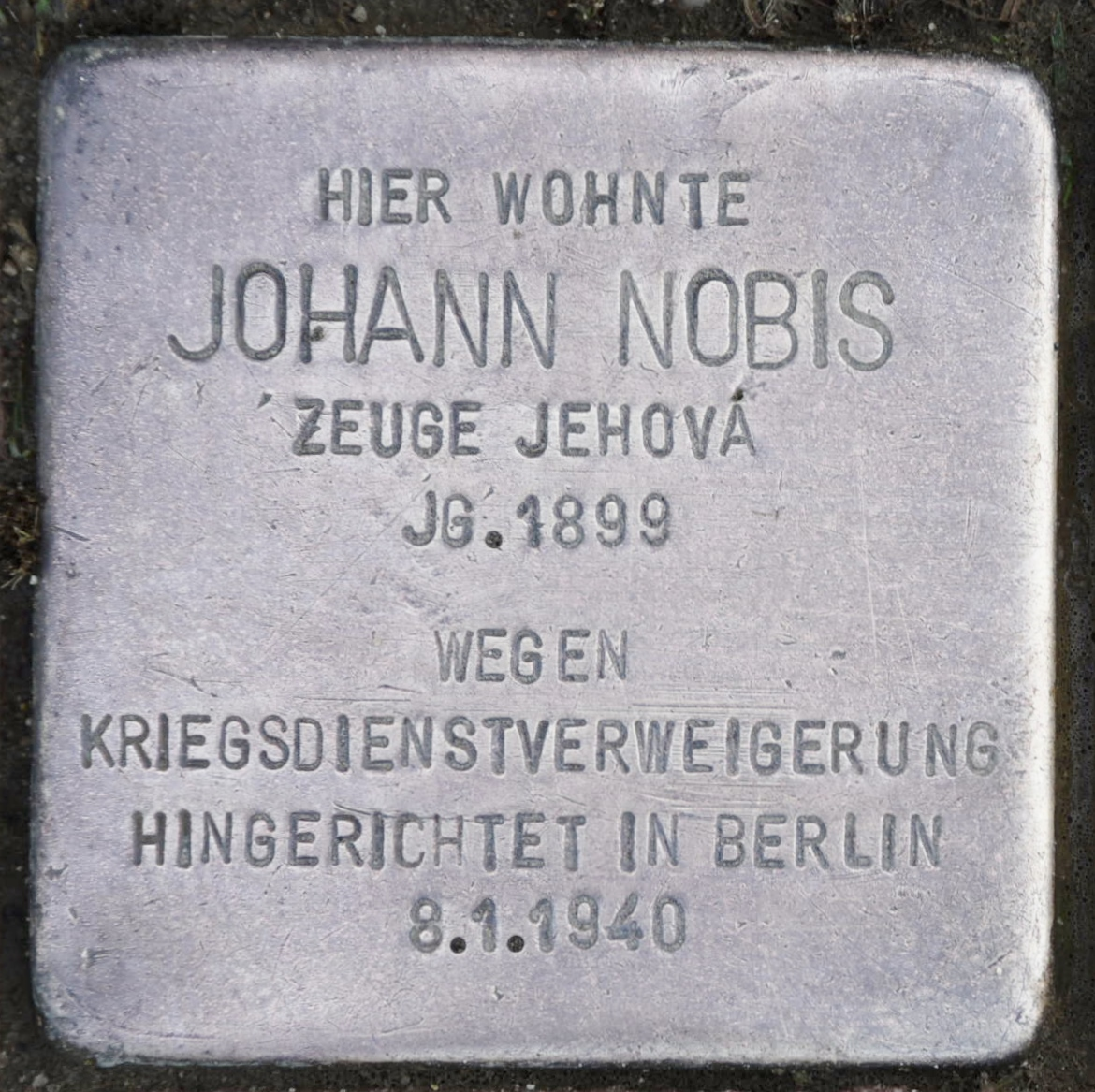
Stolperstein Johanna Nobisa

19 lipca 1997 roku niemiecki artysta Gunter Demnig wykonał dwie tablice pamiątkowe stolperstein dla Johanna Nobisa i jego brata Matthiasa Nobisa, które umieszczono przed ich rodzinnym domem w Sankt Georgen bei Salzburg.